# بريندا كلوف
بريندا كلوف (بالإنجليزية: Brenda Clough)‏ (13 نوفمبر 1955، واشنطن العاصمة في الولايات المتحدة)؛ كاتِبة وروائية أمريكية.